# Darko Tasevski
Darko Tasevski (in macedone Дарко Тасевски?; Skopje, 20 maggio 1984) è un ex calciatore macedone, di ruolo centrocampista.

## Palmarès

### Club

#### Competizioni nazionali
- Coppa di Macedonia: 1

Cementarnica 55: 2002-2003
- Campionato bulgaro: 1

Levski Sofia: 2008-2009
- Supercoppa di Bulgaria: 2

Levski Sofia: 2007, 2009
- Thai FA Cup: 1

Bangkok Glass: 2014